# Dianthus jaczonis
Dianthus jaczonis là loài thực vật có hoa thuộc họ Cẩm chướng. Loài này được Asch. mô tả khoa học đầu tiên năm 1876.